# 三輪流臼杵神楽
三輪流臼杵神楽（みわりゅううすきかぐら）は、大分県臼杵地方で舞われている神楽。1980年（昭和55年）4月8日に大分県無形民俗文化財に指定された。

## 由来
起源はさだかではないが「寺社考」の平清水天神の項に「元禄十三庚申年、知通公（稲葉六代）新宮御建立－十一月十五日遷宮して反閇神楽あるなり」との記載がある、元禄13年11月15日はグレゴリオ暦1700年12月24日に該当するため、2020年の時点で320年以上の歴史があるとされる。